# Каленга Бадикебеле, Леон
Леон Каленга Бадикебеле (фр. Léon Kalenga Badikebele; 17 июля 1956, Камина, Бельгийское Конго — 12 июня 2019, Рим, Италия) — конголезский прелат и ватиканский дипломат. Титулярный архиепископ Магнетума с 1 марта 2008. Апостольский нунций в Гане с 1 марта 2008 по 22 февраля 2013. Апостольский нунций в Сальвадоре с 22 февраля 2013 по 17 марта 2018. Апостольский нунций в Белизе с 13 апреля 2013 по 17 марта 2018. Апостольский нунций в Аргентине с 17 марта 2018 по 12 июня 2019.